# 噂のマヨつば話!一斉捜索SP
『噂のマヨつば話!一斉捜索SP』（うわさのマヨつばばなし!いっせいそうさスペシャル）は、2012年10月4日深夜にTBS系列で放送された特別番組・バラエティ番組である。

## 出演者

### MC
- ブラックマヨネーズ（小杉竜一・吉田敬）
- 竹内香苗（当時TBSアナウンサー[1]）

### ゲスト
- アンガールズ（山根良顕・田中卓志）
- 古坂大魔王
- 魚ちゃん
- 杉原杏璃
- 千原せいじ
- 筆岡裕子
- 平成ノブシコブシ（吉村崇・徳井健太）

### ナレーター
- 杉本るみ
- 浜田治貴

## ネット局
| 放送対象地域   | 放送局                | 系列    | 放送日時                     | 遅れ日数 |
| -------------- | --------------------- | ------- | ---------------------------- | -------- |
| 関東広域圏     | TBSテレビ（TBS）      | TBS系列 | 2012年10月4日 23:50 - 24:50  | 制作局   |
| 中京広域圏     | 中部日本放送（CBC）   | TBS系列 | 2012年10月10日 23:50 - 24:50 | 6日遅れ  |
| 石川県         | 北陸放送（MRO）       | TBS系列 | 2012年10月15日 24:25 - 25:25 | 11日遅れ |
| 青森県         | 青森テレビ（ATV）     | TBS系列 | 2012年10月20日 10:30 - 11:30 | 16日遅れ |
| 新潟県         | 新潟放送（BSN）       | TBS系列 | 2012年10月21日 24:50 - 25:50 | 17日遅れ |
| 北海道         | 北海道放送（HBC）     | TBS系列 | 2012年11月16日 25:26 - 26:26 | 43日遅れ |
| 熊本県         | 熊本放送（RKK）       | TBS系列 | 2012年12月19日 23:50 - 24:50 | 76日遅れ |
| 大分県         | 大分放送（OBS）       | TBS系列 | 2012年12月28日 24:10 - 25:10 | 85日遅れ |
| 長野県         | 信越放送（SBC）       | TBS系列 | 2012年12月30日 25:45 - 26:45 | 87日遅れ |
| 宮城県         | 東北放送（TBC）       | TBS系列 | 2013年1月3日 23:40 - 24:40   | 91日遅れ |
| 広島県         | 中国放送（RCC）       | TBS系列 | 2013年1月3日 25:40 - 26:40   | 91日遅れ |
| 福島県         | テレビユー福島（TUF） | TBS系列 | 2013年10月12日 14:00 - 15:00 | 未定     |
| 岡山県・香川県 | 山陽放送（RSK）       | TBS系列 | 2014年3月22日 14:00 - 15:00  | 不明     |

## スタッフ
- 構成：高野健生、木野聡、鈴木功治
- TP：高瀬義美
- SW：宮崎健司
- CAM：遠藤俊洋
- VE：高橋正直
- AUD：加瀬悦史
- LT：鈴木喜雅
- 編集：宮島洋介
- MA：高野博臣
- 音響効果：太田光則
- TK：後藤有紀
- 技術協力：ニューテレス、FLT、ティ・ピー・ブレーン、フリーダム・オブ・ザック、麻布プラザ
- 美術プロデューサー：栗田寛
- 美術進行：中里昭博
- ヘアメイク：石坂智子
- 美術協力：ル・オブジェ・アール・スタジオ、テルミック
- リサーチ：西岡剛
- 宣伝：広重玲子（TBS）
- 編成：藤原麻知（TBS）
- デスク：永野翔子
- AD：布施美那、久保孝平、藤原真美、森貴士、矢口彩
- AP：荒井かおり
- ディレクター：樽見近工、高橋謙、岸憲人
- プロデューサー：齋藤智礼（ダイナマイトレボリューションカンパニー）、原田廣一（ザ・ワークス）
- 総合演出：千葉隆弥（ダイナマイトレボリューションカンパニー）
- 制作協力：THE WORKS
- 製作：ダイナマイトレボリューションカンパニー、TBS